# William Landsborough

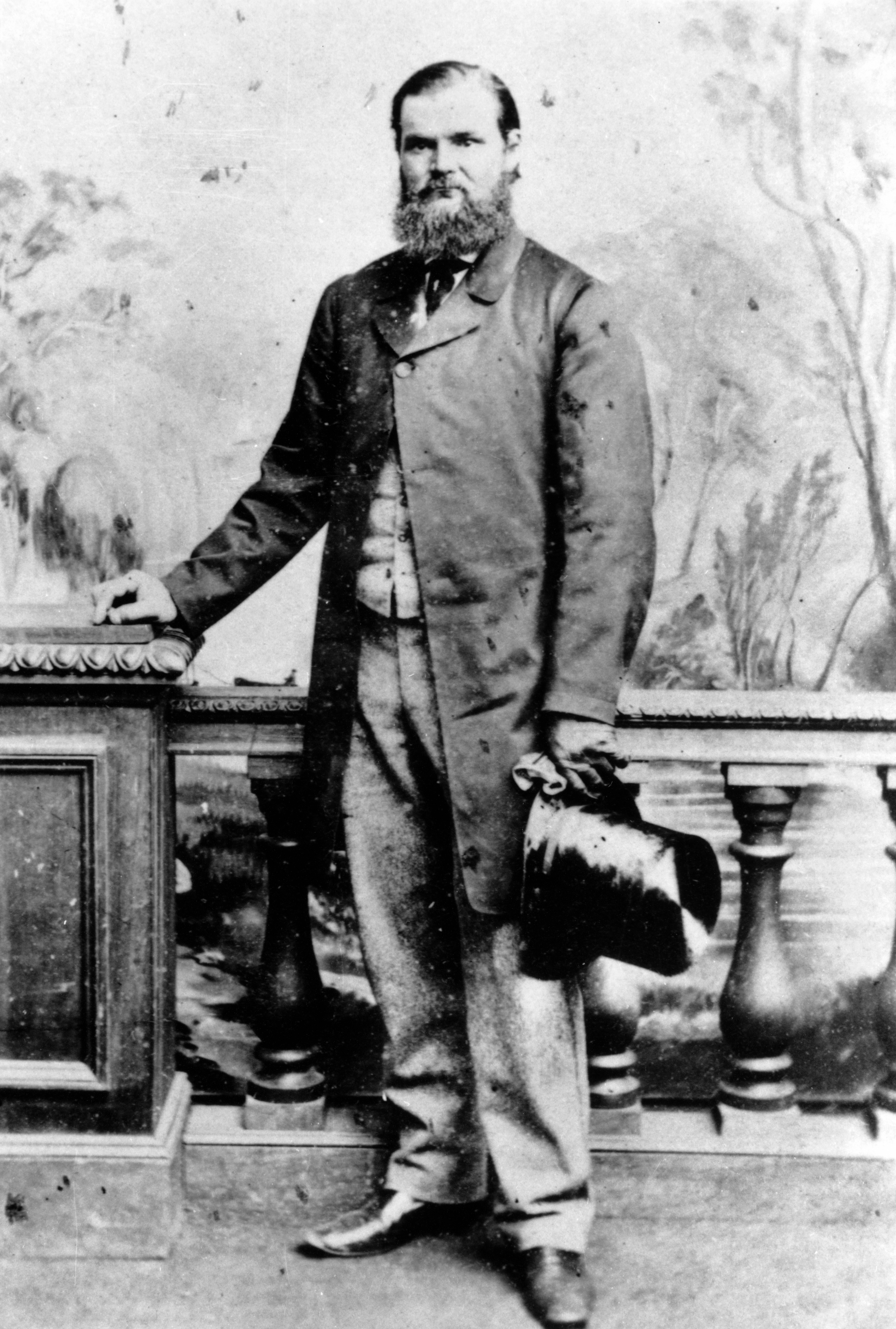
William Landsborough

William Landsborough (* 21. Februar 1825 in Saltcoats; † 16. März 1886 in Caloundra) war ein schottischer Forschungsreisender.

## Leben
William Landsborough wurde in der schottischen Grafschaft Ayrshire als Sohn des Geistlichen David Landsborough und seiner Ehefrau Margaret (geb. McLeish) geboren. Er besuchte die Schule in Irvine. Im Jahr 1841 wanderte er, zwei älteren Brüdern folgend, nach Australien aus. Nach Goldfunden im Jahr 1851 beteiligte er sich mit einigem Erfolg an den Grabungen. Das von ihm bewirtschaftete Land in New South Wales musste er wegen mangelnder Wirtschaftlichkeit aufgeben und zog 1853 auf eine Farm am Kolan River in der Nähe von Bundaberg in Queensland, damals an der Grenze des besiedelten Bereichs. Drei Jahre später erforschte er weiter nördlich neue Ländereien.
In den folgenden Jahren unternahm er einige private Forschungsreisen im küstennahen Queensland.
Zusammen mit Nathaniel Buchanan erforschte er im Jahr 1859 die Nebenflüsse des Fitzroy River, 1860 die Quelle des Thomson River und folgte 1861 auch den später als Gregory River und Herbert River bekannten Flüssen bis zu ihren Quellen.

### Suche nach Burke und Wills
Im August 1861 wurde er, als Vierter, mit einer Expedition beauftragt, die zum Ziel hatte, ausgehend vom Golf von Carpentaria nach Burke und Wills zu suchen. Die von Melbourne gestartete erste Expedition unter der Leitung von Alfred William Howitt konnte zwar bereits im September 1861 das Schicksal von Burke und Wills klären, jedoch nicht die restlichen drei Expeditionen von John McKinlay, Frederick Walker und Landsborough davon in Kenntnis setzen.
Mit der Brigg Firefly machte sich Landsboroughs Expedition am 24. August 1861 von Brisbane auf den Weg zum Golf von Carpentaria. Am 4. September jedoch strandete die Firefly auf einem Riff bei den Sir Charles Hardy Islands. Einige Tage später wurden die Expeditionsteilnehmer vom Begleitschiff, der von William Henry Norman befehligten H.M.C.S. Victoria gerettet und konnten ihre Suche fortsetzen. Am 1. Oktober erreichte die aus vier australischen Ureinwohnern (Charlie, Jemmy, Fisherman und Jackey) und vier Männern europäischer Abstammung bestehende Mannschaft die Mündung des Albert River in der Nähe des heutigen Burketown.
Am 10. Februar 1862 machte sich Landsborough mit zwei seiner europäischen und drei seiner einheimischen Begleiter auf den Weg nach Süden, folgte einige Zeit dem Flinders River, fand sich jedoch dadurch zu weit nach Osten abgedrängt und orientierte sich darauf in Richtung Cooper’s Creek (heute Cooper Creek genannt). Dort hoffte er in einem von Howitt angelegten Depot Vorräte zu finden. Am 21. Mai erreichte er in der Nähe von Cunnamulla, ca. 1300 km nördlich von Melbourne, eine Farm und erfuhr so endlich vom Schicksal Burkes und Wills’. Zwei Tage später brach Landsborough mit erneuerten Vorräten bereits wieder auf, um über den 300 km entfernten Darling River und Menindee schließlich im Oktober 1862 Melbourne zu erreichen.
Während der Reise kam kein menschliches Expeditionsmitglied zu Tode, nur einige der ursprünglich 30 Pferde überlebten nicht.

### Weiteres Leben
Nach Beendigung seiner Expedition heiratete Landsborough in Sydney und begab sich auf eine zweijährige Auslandsreise, die ihn unter anderem nach Indien und England führte.
Ab 1865 bekleidete er bis zum Ende seines Lebens verschiedene Posten im Öffentlichen Dienst Australiens.
Unter anderem war Landsborough von 1866 bis 1871 in der neu entstandenen Siedlung Burketown als Polizeibeamter tätig, dem Ort, der den Ausgangspunkt seiner Suche nach Burke und Wills darstellte. Seine Ehefrau erkrankte in dieser Zeit wie viele andere Bewohner Burketowns an der damals als Gulf Fever bekannten Krankheit und starb später in Sydney. Bis heute ist nicht geklärt, welche Krankheit es war; man vermutet, dass es sich um Typhus oder Malaria handelte.
Im Jahr 1873 heiratete Landsborough in Brisbane die Musikerin und Lehrerin Maria Theresa Carr (* um 1845, † 1921).
Einige Jahre vor seinem Tod erkannte ihm das Parlament von Queensland für seine Dienste als Forscher einen Betrag von 2000 Pfund zu, die ihm ermöglichten, bei Caloundra einen landwirtschaftlichen Betrieb zu erwerben, auf dem er von diesem Zeitpunkt so viel Zeit wie möglich verbrachte.

### Tod
Landsborough starb im Jahre 1886 an den Folgen eines Sturzes von seinem Pferd. Nachdem er zunächst auf seinem Grundstück beerdigt wurde, ließ seine Witwe die Überreste im Jahr 1913 auf den Friedhof von Toowong überführen. Dort haben beide heute ihre letzte Ruhestätte (Lage).

## Leistungen
William Landsborough entdeckte als Erster eine praktikable Route durch Australien in Nord-Süd-Richtung und wurde dafür von der Royal Geographical Society mit einer goldenen Uhr belohnt.

## Namensgebung
William Landsborough war namensgebend für die Stadt Landsborough, den Landsborough Highway, das Landsborough County, den Landsborough River und den Wahlbezirk Landsborough in Queensland. In Golden Beach, einem südlichen Vorort Caloundras, ist die Hauptstraße nach Landsborough benannt.